# Кому вверх, кому вниз
 «Кому вверх, кому вниз»  — украинский советский художественный фильм режиссера Станислава Клименко.

## Сюжет
Действие фильма начинается в 1979 году, когда главный герой, Петр Бублик (Петр Бенюк), выйдя утром на работу, внезапно переместился во времени на начало 1990-х годов. Он встречается с типажами, нетипичными привычной для него эпохи «развитого социализма» — авантюристами, нуворишами, инвесторами, магами, мафиози, оказывается вовлеченным в дела преступной группировки, ищет свою взрослую дочь (Светлана Харько).

## В ролях
- Пётр Бенюк — Пётр Бублик
- Анатолий Хостикоев — Фауст
- Светлана Харько — Женька
- Игорь Афанасьев — мафиози Болсовский
- Алексей Горбунов — Профессор Гук
- Валентин Троцюк — Баба Яга
- Илона Кун — Магда
- Снежана Грищенко — Елена
- Богдан Бенюк — Чиж
- Тамара Яценко — Эпизод
- Нина Реус — Эпизод
- Василий Фушич — Эпизод

## Съемочная группа
- Режиссер: Станислав Клименко[9]
- Сценарист: Александр Чумак
- Оператор-постановщик: Виктор Политов
- Художник-постановщик: Николай Поштаренко
- Звукооператор: Анатолий Чернооченко
- Музыка: рок-группа «Кому Вниз»
- Тексты песен: Андрей Середа
- Костюмы: Надежда Коваленко
- Монтаж: Жанна Шевченко
- Редактор: Богдан Жолдак
- Режиссерская группа: И.Клименко, И.Гуляева, С.Хохун
- Операторская группа: В.Еременко, П.Небера, В.Осинин